# ドラマ 東京裁判
『東京裁判』（とうきょうさいばん、TOKYO TRIAL）はNHK原案による、日本、オランダ、カナダ、オーストラリアの合同制作によるテレビドラマシリーズである。極東国際軍事裁判（東京裁判）の判事たちの記録の手記等の資料をベースに制作された。

## 概要
第二次世界大戦（太平洋戦争）での日本の敗戦後、戦時中の内閣の政治家や軍人をA級戦犯として裁いた「東京裁判」における2年半に渡る議論を、戦勝各国から派遣された11人の判事たちの視点で描く。
日本では2016年12月12日-15日まで4夜連続で、『NHKスペシャル』枠にて放送された。各放送回のラスト数分間は「ドキュメントパート」として、ドラマ制作の舞台裏、各判事の横顔、東京裁判の秘話などが紹介された。
企画段階では『東京裁判 ～人は戦争を裁けるか～』と副題が付いていた。

## 日本での放送時間
| 回 | 放送日 （2016年） | 曜日 | 放送時間 （JST） |
| -- | ----------------- | ---- | ---------------- |
| 1  | 12月12日          | 月曜 | 22:25 - 23:25    |
| 2  | 12月13日          | 火曜 | 22:25 - 23:20    |
| 3  | 12月14日          | 水曜 | 22:25 - 23:20    |
| 4  | 12月15日          | 木曜 | 22:25 - 23:20    |

## あらすじ
1946年春、日本の戦犯たちを裁くために、11人の戦勝国代表判事たちが東京に集まる。
判事たちは当初、ニュルンベルク裁判と同時に制定された侵略の罪（平和に対する罪）によって簡単に戦犯たちを裁けると踏んでいたが、弁護人の清瀬一郎が『日本が戦争を始めた時、「侵略の罪」を盛り込んだ法律は制定されておらず、「侵略の罪」は事後法にあたる』とする問題提起を行ったことで議論は紛糾し、当初は半年程度で終わるとみられていた裁判は長期化していく。
遅々として進まない裁判の行方に業を煮やしたイギリスのパトリック判事、カナダのマクドゥガル判事、ニュージーランドのノースクロフト判事らイギリス連邦出身の判事たちは、ウェッブ裁判長（オーストラリア代表判事）の弱腰ぶりが原因だとして辞意をちらつかせ、ウェッブを一時的に本国へ召還させる。
一方、オランダのレーリンク判事は当初、多くの判事同様、「侵略の罪」を適用して責任を追及できるとの考えだったが、清瀬による問題提起と同様の理由から「侵略の罪」の適用に反対するインドのパール判事が主張する「公平さ」を徐々に理解するようになっていく。

## キャスト
括弧内は日本語吹き替えのキャスト
判事側
- ウィリアム・ウェッブ（オーストラリア代表判事・裁判長） - ジョナサン・ハイド（小島敏彦）
- ウィリアム・パトリック（イギリス代表判事） - ポール・フリーマン（稲垣隆史）
- ラダ・ビノード・パール（インド代表判事） - イルファン・カーン（井上倫宏）
- アンリー・ベルナール（フランス代表判事） - セルジュ・アザナヴィシウス（加藤亮夫）
- ベルト・レーリンク（オランダ代表判事） - マルセル・ヘンセマ（内田直哉）
- 梅汝璈（中華民国代表判事） - デヴィッド・ツェ（宮本充）
- デルフィン・ハラニーリャ（フィリピン代表判事） - ベルト・マティアス（樋浦勉）
- エドワード・スチュワート・マクドゥガル（カナダ代表判事） - スティーヴン・マクハティ（山内健嗣）
- エリマ・ハーベー・ノースクロフト（ニュージーランド代表判事・裁判長代理） - ジュリアン・ワダム（山野史人）
- マイロン・C・クレイマー少将（アメリカ代表判事） - ティム・アハーン
- イワン・M・ザリヤノフ少将（ソビエト代表判事）- ケストューティス・ヤクスタス

その他
- ダグラス・マッカーサー元帥（連合国軍最高司令官） - マイケル・アイアンサイド（西村知道）
- エタ・ハーリッヒ=シュナイダー（ドイツ人ピアニスト・反ナチス派） - ハーディック・ミニス（松岡洋子）
- ザリヤノフ将軍の通訳 - ガービヤ・シュクヴィエ（渡辺美佐）
- ウィリンク将軍（駐日オランダ代表部） - ポーギー・フランセン（佐々木勝彦）
- ジョン・パトリック・ヒギンズ（アメリカ クレイマーの前任判事） - ウィリアム・ホープ
- 竹山道雄（ドイツ文学者） - 塚本晋也
- ナレーション - 草笛光子、伊東敏恵（NHKアナウンサー）、三宅民夫（NHKアナウンサー）

## その他
- 東条英機をはじめとする被告、弁護士、証人の映像は全て実際の記録フィルム（白黒）をカラー処理して使用している。
- 判事役を演じる俳優たちの多くは、それぞれの判事の母国出身である。